# ほぼテキストブラウザ
ほぼテキストブラウザは、MATによって作成されたウェブブラウザである。Windows標準アプリケーションであるメモ帳に極めて近いインターフェースを持っていることが特徴である。

## 概要
メモ帳に極めて近いインターフェースを持っていることで知られる。表画面と裏画面をCTRL+⭾ Tabのキー操作で行き来できるようになっており、一方の画面はウェブブラウザ画面、他方の画面はテキストエディタ画面であり、Windows標準アプリケーションのメモ帳との互換画面となっている。
テキストエディタ画面は、メモ帳同様に「ファイル」「編集」「書式」「表示」「ヘルプ」のメニューを持っており、テキストエディタとしての最低限の機能である、ファイルの編集機能、ファイルの新規作成、既存ファイルを開く、ファイルへの保存（上書きを含む）などは実際に動作可能となっている。また、タイトル部分に表示される文字列（メモ帳であれば「無題 - メモ帳」となっている文字列）は設定により自由に変更可能となっている。
ウェブブラウザ画面もメモ帳同様に、「ファイル」「編集」「書式」「表示」「ヘルプ」のメニューが設けられている。また、タイトル文字列には上記設定がそのまま使われる。しかしメニューを開くと、「新しいページ」「クリップボードのURLに移動」「ブックマークに追加」などのようにウェブブラウザとしてのメニューが表示される。また、CTRL+Uのキー操作によって、URL入力画面の表示／非表示を切り替えることが可能となっている。
HTMLを解析、編集テキストっぽく表示するという表示スタイルであり、JavaScriptを必要とするページ、POSTアクセスを必要とするページ、フレームや表なども表示可能となっている。画像については、メモ帳っぽさを犠牲に本来の見栄えを重視した「そのまま表示」、メモ帳に最も近い表示形式である「表示しない」「ALTを展開」、本来の見栄えを意識しつつメモ帳っぽく見せる「サイズを保ち非表示」などの表示方法を設定によって選択可能である。ウェブブラウザでよく設けられている、リンクの下線表示も設定で非表示にすることが可能である。なお、タブブラウズ機能は設けられていない。
前述のように、とっさに画面をテキストエディタ画面に戻す以外に、ESCで全ての「ほぼテキストブラウザ」を最小化、⇧ Shift+ESCで全ての「ほぼテキストブラウザ」を終了させる機能も設けられている。
内部的にはIEコンポーネントを使用。1.0系列の最新版は1.3.1.0で、SSL通信にも対応している。2.0系列の最新版は2.0.2.0で、こちらは内部的に（IEコンポーネントとインターネットとの間に）プロキシを用いている関係上SSL通信には完全には対応していない。

## リリース
| 日付           | リリース | 備考                                        |
| -------------- | -------- | ------------------------------------------- |
| 2004年5月28日  | 1.0.0.0  | 初期公開                                    |
| 2004年6月8日   | 1.1.0.0  | HTML書き換えタイミングの大幅変更            |
| 2004年6月15日  | 1.2.0.0  | Ctrl-GによるGoogle検索機能を追加            |
| 2004年10月2日  | 1.3.0.0  | ActiveXの実行抑制機能を追加                 |
| 2004年11月18日 | 2.0.0.0  | 内部プロキシ方式採用に伴う、2.0系列への分岐 |
| 2004年12月9日  | 2.0.2.0  | 2.0系列の最終バージョン SSL通信への一部対応 |
| 2005年5月1日   | 1.3.0.0  | ActiveXの実行抑制機能を追加                 |
| 2005年6月12日  | 1.3.1.0  | 1.0系列の最終バージョン                     |